# Carbogen
| Qualitätssicherung | Dieser Artikel wurde aufgrund von formalen und/oder inhaltlichen Mängeln auf der Qualitätssicherungsseite der Redaktion Medizin eingetragen. Bitte hilf mit, die Mängel dieses Artikels zu beseitigen, und beteilige dich dort an der Diskussion. Die Mindestanforderungen für medizinische Artikel sollen dadurch erfüllt werden, wodurch eine eventuelle Löschung des Artikels oder von Artikelpassagen innerhalb von vier Wochen vermieden wird. | Redaktion Medizin |

Carbogen ist der Handelsname für ein Gasgemisch aus 5 Volumenteilen Kohlenstoffdioxid (CO2) und 95 Volumenteilen Sauerstoff (O2).
Es wird in der Medizin zur Beatmung am Menschen bzw. zur Auslösung einer Hyperventilation eingesetzt, u. a. im Rahmen der Therapie einer Kohlenstoffmonoxidvergiftung, bei Vergiftungen mit halogenierten Kohlenwasserstoffen wie Dichlormethan sowie in der Zellkultur für die Versorgung von Gewebepräparaten und Kulturen von Mikroorganismen mit Sauerstoff.
In der Magnetresonanztomographie kann es dazu verwendet werden, einen BOLD-Kontrast zu erzeugen.